# Adolf Heinrich Hobel
Adolf Heinrich Hobel (* 28. Mai 1910 in Wien; † 27. Mai 1995 ebenda) war ein österreichischer Diplomat.

## Leben
Adolf Heinrich Hobel war der Sohn von Maria Bink und Adolf Johannes Hobel.
Er studierte an der Universität Wien Wirtschaftswissenschaften, wurde zum Doktor promoviert, 1933 Finanzbeamter und heiratete 1959 Edith Leltner.
Von 1954 bis 1958 war er Botschafter in Sofia. Von 1960 bis 1964 war er Botschafter in Helsinki. Am 19. März 1964 wurde er zum Botschafter in Pretoria ernannt, wo er vom 25. März 1964 bis 5. Jänner 1968 akkreditiert war. Von 1972 bis 1973 war er Botschafter in Santiago de Chile. Die Regierung von Bruno Kreisky unterstützte die Regierung von Salvador Allende „nur sehr zögernd“. Zum Zeitpunkt des Putsch in Chile 1973 bestanden enge diplomatische Beziehungen, in der österreichischen Botschaft in Santiago de Chile arbeiteten drei Personen mit diplomatischem Status, mehr waren zu diesem Zeitpunkt in keiner lateinamerikanischen Botschaft Österreichs beschäftigt.
In einer SPÖ-Parteiratsresolution wurde der Putsch „mit Abscheu verurteilt und der Gewissheit Ausdruck gegeben, dass die Unterdrückten Chiles die Generäle samt ihren ausländischen monopolkapitalistischen Helfershelfern davonjagen werden, um den Weg des Sozialismus fortsetzen zu können“. Realpolitisch setzte Österreich die diplomatischen Beziehungen zu Chile routinemäßig fort: Adolf Hobel wurde zur Wahrung der österreichischen Interessen auf seinem Posten als Botschafter vorläufig belassen, er bestätigte auch formell den Empfang der Note, mit welcher die diplomatische Mission in Chile vom vollzogenen Machtwechsel offiziell in Kenntnis gesetzt wurde.
Bruno Kreisky erklärte, die diplomatischen Beziehungen zu Chile sollten nicht abgebrochen werden, da es sich bei diesen Beziehungen nicht um solche zwischen Regierungen handle, „sondern um Beziehungen zwischen Ländern und Völkern unabhängig vom herrschenden Regime“. Vor allem gegenüber den lateinamerikanischen Staaten hätte es eine solche Praxis nicht gegeben, da sich dort die Verhältnisse oft änderten und es dann lange Zeit dauern würde, bis die Beziehungen wieder hergestellt seien.
Wenige Wochen nach dem Putsch wurde bekannt, dass Adolf Hobel politisch Verfolgten des Militärregimes kein Asyl in der österreichischen Botschaft gewährte.

„In dem Fall Chile war eine sehr starke Bewegung auch unter den europäischen Staaten, den Einzelnen, die sich verfolgt fühlten oder verfolgt waren, nun das Recht zu geben, in der Botschaft einen vorübergehenden Aufenthalt zu nehmen. Unsere Botschaft in Chile, die die Weisung hatte, in besonderen Fällen dieses Asyl zu gewähren, ist dabei von einer anderen grundsätzlichen Interpretation ausgegangen, als sie das Außenministerium gehabt hat“

Hobel wurde aufgrund seiner zögerlichen Haltung abberufen und durch einen Sondergesandten ersetzt. Österreich hatte bereits zum Putsch entschieden, den politisch Verfolgten aus Chile Asyl zu gewähren.
Hobel wurde am Ottakringer Friedhof in Wien bestattet.